# Пуррахнамаахмадгураби, Мехди
Мехди Пуррахнамаахмадгураби (род. 20 июня 1995 года, Бендер-Энзели, Иран) — иранский тхэквондист-паралимпиец, серебряный призёр летних Паралимпийских игр 2020 в Токио.

## Биография
3 сентября 2021 года принял участие на летних Паралимпийских играх 2020 в Токио в весовой категории до 75 кг. В четвертьфинале победил турецкого спортсмена Фатиха Челика, в полуфинале — казахстанца Нурлана Домбаева. В финале проиграл мексиканскому тхэквондисту Хуану Диего Гарсие Лопесу и получил серебряную медаль Паралимпиады-2020.

## Спортивные результаты
| Год  | Турнир                          | Место проведения | Категория      | Место |
| ---- | ------------------------------- | ---------------- | -------------- | ----- |
| 2009 | Чемпионат мира                  | Баку             | До 58 кг (A8)  | 3     |
| 2010 | Чемпионат мира                  | Санкт-Петербург  | До 58 кг (A8)  | 2     |
| 2012 | Чемпионат мира                  | Санта-Крус       | До 68 кг (A8)  | 1     |
| 2014 | Чемпионат мира                  | Москва           | До 75 кг (K44) | 1     |
| 2015 | Чемпионат мира                  | Самсун           | До 75 кг (K44) | 1     |
| 2016 | Чемпионат Европы                | Варшава          | До 75 кг (K44) | 2     |
| 2017 | Чемпионат мира                  | Лондон           | До 75 кг (K44) | 1     |
| 2019 | Чемпионат мира                  | Анталья          | До 75 кг (K44) | 9     |
| 2021 | Летние Паралимпийские игры 2020 | Токио            | До 75 кг (K44) | 2     |